# Souleymane Youla
Souleymane Youla (ur. 29 listopada 1981 w Konakry) – gwinejski piłkarz grający na pozycji napastnika.

## Kariera klubowa
Youla rozpoczynał piłkarską karierę w gwinejskim klubie Horoya AC ze stołecznego miasta Konakry. Na początku 1999 roku przeszedł do Stade d’Abidjan z Wybrzeża Kości Słoniowej, a pod koniec roku był piłkarzem belgijskiego KSC Lokeren. W sezonie 1999/2000 spisał się całkiem dobrze, zdobywając w rundzie wiosennej 9 goli w lidze. Dobra forma zaowocowała transferem do RSC Anderlecht, ale w sezonie 2000/2001 był dopiero czwartym w hierarchii napastnikiem brukselskiego zespołu i przegrywał rywalizację z Janem Kollerem, Tomaszem Radzinskim oraz Aruną Dindane. W całym sezonie rozegrał tylko 15 meczów i zdobył 1 gola mając niewielki udział w wywalczeniu mistrzostwa Belgii.
Latem 2001 Youla przeszedł do tureckiego Gençlerbirliği Ankara. W klubie tym stał się niekwestionowaną gwiazdą zespołu i jednym z najlepszych strzelców. W 2003 roku doszedł z Gençlerbirliği do finału Pucharu Turcji (porażka 1:3 z Trabzonsporem) oraz zajął wysokie 3. miejsce w lidze (zdobył 11 goli w lidze). W sezonie 2003/2004 znów grał w finale krajowego pucharu (porażka 0:4 z Trabzonsporem) oraz dotarł do 1/8 finału Pucharu UEFA. W sezonie 2004/2005 zajął w lidze 5. miejsce, a latem zmienił barwy klubowe, zostając piłkarzem stołecznego Beşiktaşu JK, ale zdobył tylko 2 bramki w rundzie jesiennej.
Zimą 2005 Youla został wypożyczony do francuskiego FC Metz. W Ligue 1 zadebiutował 14 stycznia w przegranym 1:2 meczu z RC Strasbourg. W lidze zdobył tylko 1 gola (w zremisowanym 3:3 meczu z Girondins Bordeaux), a zajmując z Metz ostatnie miejsce, spadł z ligi. W lipcu 2006 za 1,5 miliona euro Youla został wykupiony przez Lille OSC. Przegrał jednak rywalizację o miejsce w ataku z Abdulem Kaderem Keïtą i Peterem Odemwingie. W lidze rozegrał tylko 16 meczów i zdobył 2 gole, a w rozgrywkach grupowych Ligi Mistrzów także grał jako rezerwowy.
Latem 2008 roku Youla został wypożyczony do beniaminka Süper Lig – Eskişehirsporu. Następnie grał też w Denizlisporze, Ordusporze, SK Sint-Niklaas, Amiens SC i RFC Tournai. W 2014 roku przeszedł do Budapest Honvéd FC.
| Sezon   | Klub               | Kraj                     | Rozgrywki                   | Mecze | Bramki |
| ------- | ------------------ | ------------------------ | --------------------------- | ----- | ------ |
| 1998    | Horoya AC          | Gwinea                   | Guinée Championnat National | ?     | ?      |
| 1999    | Stade d’Abidjan    | Wybrzeże Kości Słoniowej | Ligue 1 MTN                 | ?     | ?      |
| 1999/00 | KSC Lokeren        | Belgia                   | Eerste Klasse               | 14    | 9      |
| 2000/01 | KSC Lokeren        | Belgia                   | Eerste Klasse               | 1     | 0      |
| 2000/01 | RSC Anderlecht     | Belgia                   | Eerste Klasse               | 15    | 1      |
| 2001/02 | Gençlerbirliği     | Turcja                   | Superliga                   | 29    | 9      |
| 2002/03 | Gençlerbirliği     | Turcja                   | Superliga                   | 26    | 11     |
| 2003/04 | Gençlerbirliği     | Turcja                   | Superliga                   | 27    | 15     |
| 2004/05 | Gençlerbirliği     | Turcja                   | Superliga                   | 30    | 14     |
| 2005/06 | Beşiktaş JK        | Turcja                   | Superliga                   | 12    | 2      |
| 2005/06 | FC Metz            | Francja                  | Ligue 1                     | 16    | 1      |
| 2006/07 | Lille OSC          | Francja                  | Ligue 1                     | 16    | 2      |
| 2007/08 | Lille OSC          | Francja                  | Ligue 1                     | 15    | 0      |
| 2008/09 | Eskişehirspor      | Turcja                   | Süper Lig                   | 31    | 13     |
| 2009/10 | Eskişehirspor      | Turcja                   | Süper Lig                   | 14    | 3      |
| 2009/10 | Denizlispor        | Turcja                   | Süper Lig                   | 14    | 3      |
| 2010/11 | Denizlispor        | Turcja                   | Süper Lig                   | 14    | 6      |
| 2010/11 | Orduspor           | Turcja                   | 1. Lig                      | 0     | 0      |
| 2012/13 | SK Sint-Niklaas    | Belgia                   | Tweede klasse               | 13    | 1      |
| 2013/14 | Amiens SC          | Francja                  | Championnat National        | 5     | 0      |
| 2013/14 | RFC Tournai        | Belgia                   | Derde klasse                | 11    | 4      |
| 2014/15 | Budapest Honvéd FC | Węgry                    | NB I                        | 26    | 9      |
| 2015/16 | Budapest Honvéd FC | Węgry                    | NB I                        | 29    | 5      |
| 2016    | Indy Eleven        | Stany Zjednoczone        | NASL                        | 13    | 2      |

## Kariera reprezentacyjna
W reprezentacji Gwinei Youla zadebiutował w 2000 roku. W 2004 roku wziął udział w Pucharze Narodów Afryki, na którym był podstawowym zawodnikiem Gwinei. Odpadł z nią w ćwierćfinałowym meczu z Mali (1:2). Występował także w nieudanych kwalifikacjach do MŚ 2006 i MŚ 2010.